# 全国都市対抗サッカー選手権大会
全国都市対抗サッカー選手権大会（ぜんこくとしたいこうサッカーせんしゅけんたいかい）はかつて日本で行われていた社会人サッカーチームの全国大会である。

## 概要
当大会は1955年から1964年まで、毎年夏に後楽園競輪場や後楽園球場などで開催された社会人サッカーの都市対抗トーナメント大会。日本蹴球協会（現日本サッカー協会）主催。読売新聞社、報知新聞社後援。
日本サッカーリーグ創設前の日本サッカー界において、天皇杯全日本サッカー選手権大会、全日本実業団サッカー選手権大会に並んで権威のある大会であった。また全日本実業団サッカー選手権大会とは異なり、実業団だけではなく地域の社会人クラブチームも参加できたため、強豪クラブチームにとっては大きな目標となっていた。
大会の特徴として、試合時間は70分で、多くの試合がナイターで行われたことと、他チームからの補強選手の存在があった。いくつかの実業団チームは、地域の有力選手を加えたクラブチーム（日本軽金属サッカー部を主体とした清水サッカークラブなど）として大会に参加したり、グループ企業で合同チーム（新三菱重工を含む全三菱など）を結成したりした。他にも、1961年に実業団三冠を達成した古河電工には新三菱重工の選手が加わっていた。
第10回大会をもって実業団選手権と共に廃止され、1965年から始まる日本サッカーリーグ(JSL)および全国社会人サッカー選手権大会へと発展解消された。

## 歴代大会結果
| 回数 | 年度   | 優勝                      | スコア      | 準優勝                        | 3位                           | 4位                           |
| ---- | ------ | ------------------------- | ----------- | ----------------------------- | ----------------------------- | ----------------------------- |
| 1    | 1955年 | 東京クラブ （東京都）     | 5-2         | 日本鋼管川崎クラブ （川崎市） | 清水サッカークラブ （清水市） | 甲府サッカークラブ （甲府市） |
| 2    | 1956年 | 東京クラブ （東京都）     | 1-0（延長） | 新三菱重工 （神戸市）         | 浦和クラブ （浦和市）         | 全大阪 （大阪市）             |
| 3    | 1957年 | 八幡製鉄 （八幡市）       | 5-0         | 名古屋クラブ （名古屋市）     | 東京キッカーズ （東京都）     | 日本ダンロップ （神戸市）     |
| 4    | 1958年 | 東京キッカーズ （東京都） | 3-2（延長） | 浦和クラブ （浦和市）         | 茨城日立 （日立市）           | 日本ダンロップ （神戸市）     |
| 5    | 1959年 | 古河電工 （東京都）       | 4-1         | 八幡製鉄 （八幡市）           | トリッククラブ （東京都）     | 日本ダンロップ （神戸市）     |
| 6    | 1960年 | 古河電工 （東京都）       | 3-0         | 八幡製鉄 （八幡市）           | 茨城日立 （日立市）           | 日本鋼管 （川崎市）           |
| 7    | 1961年 | 古河電工 （東京都）       | 5-2         | 八幡製鉄 （八幡市）           | トリッククラブ （東京都）     | 全名古屋 （名古屋市）         |
| 8    | 1962年 | 八幡製鉄 （八幡市）       | 5-0         | 名古屋相互銀行 （名古屋市）   | 全三菱 （東京都）             | 日本鋼管清水クラブ （清水市） |
| 9    | 1963年 | 日立本社 （東京都）       | 3-2         | 八幡製鉄 （北九州市）         | 浦和クラブ （浦和市）         | 茨城日立 （日立市）           |
| 10   | 1964年 | 古河電工 （東京都）       | 3-1         | 日立本社 （東京都）           | 浦和クラブ （浦和市）         | 帝人松山 （松山市）           |